# مطار بقيق
مطار بقيق يعتبر مهبط صغير للطائرات يقع على بعد 6 كم غربا من وسط مدينة بقيق، 60 كم جنوب غرب مدينة الدمام في المنطقة الشرقية من المملكة العربية السعودية. يحتل مساحة تقدر بحوالي 0.35 كم²، وتحيط به المزارع والصحاراي.

## نظرة عامة
تمتلك شركة النفط العربية السعودية (أرامكو السعودية) هذا المطار، وكان يستخدم لتشغيل الرحلات الداخلية لجميع أنحاء المملكة حتى تم التخلي عنه من الاستخدام المنتظم بسبب الانتهاء من مطار الملك فهد الدولي في الدمام حيث تستخدمه أرامكو كمركز رئيسي للطيران.

## المرافق
يوجد مدرج واحد، طوله 1,851 مترا وعرضه 33 مترا. بوابتان وموقفان لطائرات متوسطة الحجم. ويوجد موقف للسيارات كبير خارج المطار.